# مقاطعة هاليفاكس (فيرجينيا)
 مقاطعة هاليفاكس  (بالإنجليزية:  Halifax County)‏ هي إحدى المقاطعات في ولاية فيرجينيا في الولايات المتحدة الأمريكية.

## أعلام
- راشيل جاكسون
- جيمس ك. غرين
- بلير نايلز
- بنجامين كرولي
- صموئيل آدامز